# Girl in Progress
Girl in Progress (bra: Garota em Progresso) é um filme de drama estadunidense de 2012 dirigido por Patricia Riggen. O filme teve um lançamento limitado em 11 de maio de 2012. O filme recebeu o Prêmio de Filme Favorito no ALMA Awards 2012, que homenageia as realizações feitas por hispânicos no cinema, televisão e música. Cierra Ramirez ganhou o prêmio de Melhor Atriz de Cinema Coadjuvante.

## Sinopse
Grace Gutirrez é uma mãe solteira que cria sua filha adolescente, Ansiedad. Grace está ocupada fazendo malabarismos com trabalho, contas e seu relacionamento com o casado Dr. Harford, deixando Ansiedad cuidando de si mesma e de sua mãe na maior parte do tempo.
Quando a professora de inglês de Ansiedad a inspira com aulas de amadurecimento, Ansiedad decide que é hora de se rebelar e crescer rapidamente para que ela finalmente esteja madura o suficiente para se mudar. Ela cria uma lista de tarefas que deve cumprir para atingir seu grande objetivo: fugir para Nova York.
Sua primeira tarefa é lembrar a todos que ela é uma boa menina - ela se inscreve no time de xadrez da escola e vence uma partida, vai para um asilo e visita regularmente uma velha que Ansiedad chama de 'Maud'.
Em seguida, Ansiedad deve fazer amizade com a garota mais popular da escola, Valerie. Depois de muita humilhação e suborno, Ansiedad conclui com sucesso essa tarefa, mas é forçada a trair sua melhor amiga, Tavita, para que isso aconteça, chamando-a de gorda e inútil. Tavita começa a chorar com os comentários ásperos de Ansiedad e corre para seu namorado, Ferguson.
Ansiedad testemunha Ferguson rompendo duramente com Tavita, dizendo a ela que o que eles fazem em seu porão nunca significará que eles ficarão juntos. Após a tempestade de Ferguson, Tavita chorando diz a Ansiedad que ela nunca esteve lá para ela, e que ela a odeia.
Ansiedad passa para suas próximas tarefas, exigindo que ela dê o primeiro beijo e perca a virgindade. Para essas tarefas, ela tem como alvo um dos meninos mais populares da escola, o chamado mulherengo Trevor. Ela confirma que ele estará em uma festa específica naquela noite, então pede que ele tire sua virgindade lá. Ele concorda e eles se beijam sem jeito. Ansiedad tira "primeiro beijo" de sua lista, desapontando Trevor, que pensou que ela poderia ter gostado dele.
Na festa, Trevor leva Ansiedad para um quarto no andar de cima, para grande raiva de Valerie. Trancando a porta, Trevor diz a Ansiedad que a acha bonita, mas ela o repreende por ser legal com ela. Trevor então diz a Ansiedad que ele apenas age como um mulherengo para incomodar seu pai, mas Ansiedad diz que ela não se importa. Enquanto ela se despe e deita na cama, Ansiedad percebe o quão assustada ela está, mudando de ideia quando um Trevor nu emerge do banheiro. Ela rapidamente se veste e sai correndo, onde Valerie a impede e a chama de vagabunda. Os convidados da festa se recusam a acreditar nos protestos de Ansiedad de que ela e Trevor não fizeram sexo, o que fica pior quando Trevor grita que sim. Ansiedad corre para casa, chorando por sua mãe, que não está em casa. Ela destrói a casa com raiva e chora até a manhã seguinte.
Grace adormeceu na casa de seu colega de trabalho, Mission Impossible, que está apaixonado por Grace. Ela acorda de manhã e descobre que Mission se foi. Ela corre para o trabalho e descobre que alguém roubou o dinheiro da empresa familiar, o que significa que eles vão fechar as portas. Grace encontra Mission nos fundos do restaurante e ele diz a ela que roubou o dinheiro para que Grace pudesse pagar a mensalidade de Ansiedad. Grace diz a ele que idiota ele é e ele promete devolver o dinheiro.
Ansiedad embarcou em um ônibus para Nova York, apenas para ser parada por sua mãe, que foi informada sobre as ações de Ansiedad pela professora de inglês. Ansiedad e Grace brigam, mas Grace impede Ansiedad dizendo: "Não quero que o que aconteceu com sua amiga aconteça com você." Ansiedad pergunta o que aconteceu e Grace diz que Tavita tomou pílulas de peso e quase morreu. Ansiedad e Grace se abraçam e esperam na casa de Tavita para ver como ela está.
A professora de inglês dá à classe de Ansiedad sua última tarefa do ano: escrever uma conclusão sobre as histórias de amadurecimento. Uma série de fotos mostra que Mission devolve o dinheiro, Ansiedad começa a se vestir e agir como uma adolescente normal de quatorze anos e Grace observa Ansiedad jogar xadrez e a envergonha com aplausos entusiasmados, embora o sorriso de Ansiedad mostre que ela está feliz por Grace estar lá. Ansiedad pede desculpas a Tavita, que a abraça e pergunta se ela quer sair, mas Ansiedad sorri e diz que sua mãe está esperando por ela.
O filme termina com Grace e Ansiedad entrando em um ônibus juntas.

## Elenco
- Eva Mendes como Grace Gutierrez, a personagem principal da história, ela se considera uma mãe trabalhadora, mas Ansiedad discorda, porque Grace nunca está em casa quando Ansiedad precisa dela e ela se coloca antes da filha.
- Matthew Modine como o Dr. Harford, o namorado de Grace, que é ginecologista e casado.
- Cierra Ramirez como Ansiedad "Ann" Gutierrez, é uma menina trabalhadora de 14 anos que nunca é notada por sua mãe e planeja fugir e começar sua vida adulta jovem.
- Patricia Arquette como Sra. Armstrong
- Eugenio Derbez como Mission Impossible
- Russell Peters como Emile
- Brenna O'Brien como Valerie
- Landon Liboiron como Trevor
- Raini Rodriguez como Tavita

## Recepção
No Rotten Tomatoes, o filme tem um índice de aprovação de 33% com base nas avaliações de 46 críticos. O consenso do site afirma: "Apesar de uma premissa inovadora e bem-intencionada, Girl in Progress é atormentada por mudanças de tons chocantes e faz pouco para separar seus personagens de clichês." No Metacritic, tem uma pontuação de 45 em 100, com base em análises de 17 críticos, indicando "análises mistas ou médias".

## Premiações
| Ano  | Prêmio                   | Categoria                                    | Nomeação       | Resultado |
| ---- | ------------------------ | -------------------------------------------- | -------------- | --------- |
| 2012 | Imagen Foundation Awards | Melhor atriz coadjuvante/longa-metragem      | Cierra Ramirez | Venceu    |
| 2012 | ALMA Awards              | Filme favorito                               | Filme favorito | Venceu    |
| 2012 | ALMA Awards              | Papel coadjuvante de atriz de filme favorito | Cierra Ramirez | Venceu    |
| 2013 | Premios Juventud         | Filme favorito                               | Filme favorito | Venceu    |